# Miquel Corominas
Pour les articles homonymes, voir Corominas.
Miquel Corominas Queralt, né le 8 janvier 1955 à Barcelone (Catalogne, Espagne), est un footballeur espagnol reconverti en entraîneur.

## Biographie
Miquel Corominas arrive en 1965, à l'âge de 10 ans, au FC Barcelone. Il y reste 12 saisons jusqu'en 1977 lorsqu'il est transféré à l'UD Salamanque qui joue en première division.
En 1981, il rejoint l'Espanyol de Barcelone. Il met un terme à sa carrière professionnelle en 1984. Mais il joue une saison supplémentaire comme amateur avec le club de Lloret en troisième division.
Il devient ensuite entraîneur.
En 1998-99, il entraîne le club de l'Unió Esportiva Lleida.
En 2002-03, il entraîne le Club Esportiu Europa.